# Cepora fora
Cepora fora är en fjärilsart som beskrevs av Hans Fruhstorfer 1897. Cepora fora ingår i släktet Cepora och familjen vitfjärilar. Inga underarter finns listade i Catalogue of Life.